# 小行星32731
小行星32731（32731 Annaivanovna）是一颗绕太阳运转的小行星，为主小行星带小行星。该小行星于1968年7月19日发现。

## 轨道参数
小行星32731的轨道半长轴为329 621 085 km，2.2033495 UA，离心率为0.148。